# Ángel Palacios
Este artículo se refiere al cineasta José Ángel Palacios Lascorz. Para ver el artículo sobre Ángel Palacios músico ir a Ángel Palacios (músico).
José Ángel Palacios Lascorz (nacido en Caracas, el 8 de diciembre de 1966) es un cineasta y director de fotografía venezolano.

## Biografía
En su juventud fue Secretario de Comunicaciones de la Federación Nacional de Cineclubs en la Universidad Simón Bolívar, donde curso estudios. Fue Miembro principal del Comité Directivo Regional del Estado Miranda de la UJR y de la Comisión Nacional de Propaganda. Viajó a Cuba para profundizar sus estudios de cinematografía en la Escuela internacional de cine y televisión de San Antonio de los Baños.

## Trabajos realizados
Ha lo trayectoria a realizado diversos trabajos como director y guionista, así como director de fotografía, entre sus obras se encuentra:

### Director - Guionista
- Serie documental “Injerencia: la invasión silenciosa: (13 Documentales de investigación, 52 min c/u, 2006-2007);
- Líbano, huellas del imperio, (Documental, 40 min, Líbano 2006);
- Chaplin que estas en los cielos, (Ficción 17 min, Venezuela 2004);
- Puente Llaguno, claves de una masacre, (Documental largometraje, 2004);
- El espejo haitiano, (Documental 30 min, Haití 2005);
- Asedio a una embajada, (Documental 26 min, Venezuela 2002);
- Noticiero penitenciario, (Documental 15 min, Venezuela 1998);
- El terremoto de Cariaco, (Documental 20 min, Venezuela 1997);
- Colorín colorado, (Ficción. 10 min. Cuba 1993)

### Director de Fotografía (1995 – 2004)
- 2 Largometrajes en Video para Televisión (Venevisión);
- “Espera desde la Muerte” (Cortometraje, cine, Dir. Alejandra Szeplaki);
- “Los Roques” (Documental del Programa de TV Expedición RCTV);
- “Lucífugos” (Cortometraje, cine, Dir: Isabel Delgado);
- “Entre el Cielo y el Suelo” (Cortometraje cine, Dir. Pedro Ruiz);
- “Balseros” (Corto documental cine, Dir: Fernando Timossi)
- 15 documentales en video sobre cooperativismo (Dir. Alfredo Anzola);
- 3 Cortos Documentales para Fundapatrimonio;
- “Tres Monos” (Cortometraje cine, Dir: Carmen La Roche);
- “Sacramento” (Cortometraje, cine Dir: Hilda Hidalgo);

## Muestras y reconocimientos
- Exposición Fotográfica: “Sobrevivientes”, (Albacete, España 2007);
- Muestra Pro-Documentales: “Líbano, huellas del Imperio”, (Albacete, España 2007);
- Selección Oficial del III Festival Internacional de Documentales Amazonia Films 2007;
- Premio Nacional de Comunicación Alternativa por el documental "Puente Llaguno, claves de una masacre" (Venezuela 2006);
- Mejor Película, II Festival Internacional de Cine y Derechos Humanos, por el documental Puente Llaguno (Zaragoza, España 2005);
- Premio a Guion Documental Concurso Yulimar Reyes, “La CIA en los años 50” (Venezuela 2005);
- Mejor Documental, Festival Latinoamericano de Documentales por el documental "Puente Llaguno, claves de una masacre" (Argentina 2004);
- Selección Oficial Internacional Human Rigths Film Festival por el documental "Puente Llaguno, claves de una masacre" (UK, 2004);
- Mejor Dirección de Fotografía del Concejo Municipal de Caracas por el Cortometraje “Espera desde la Muerte” de Alejandra Szeplaki (Caracas, 1998);
- Premio al Guion “Chaplin, que estás en los cielos”, Concejo Municipal y Centro Nacional Autónomo de Cinematografía CNAC (Caracas, 1997);